# قطعنامه ۱۴۲ شورای امنیت
قطعنامه ۱۴۲ شورای امنیت سازمان ملل متحد که در تاریخ ۷ ژوئیه ۱۹۶۰ تصویب شد، سندی بین‌المللی دربارهٔ پذیرش اعضای جدید سازمان ملل متحد: جمهوری کنگو است. این قطعنامه طی نشست هشتصد و هفتاد و دوم با ۱۱ موافق، ۰ مخالف و ۰ ممتنع تصویب شد.